# 朱融焚
襄陵順靖王朱融焚（16世纪—1582年），《明史》作順清王，明朝襄陵安穆王朱徵鈐曾孙，襄陵镇国将军朱偕浰之孙，襄陵长孙朱旭橦之庶长子。

## 生平
嘉靖十七年（1538年）朱徵鈐去世，二十年（1541年）朱旭橦未及袭封也去世。二十四年（1545年）十二月，明世宗遣武靖伯趙國斌等為正使，翰林院編修高拱等為副使，捧節冊封朱融焚為襄陵王。其父朱旭橦追封懿簡王，祖父朱偕浰追封端和王。
嘉靖二十七年（1548年）十二月，世宗遣興安伯徐夢暘等為正使，太常寺少卿席中等為副使，持節冊封兵馬指揮張朝卿的女兒為襄陵王妃。
嘉靖三十一年（1552年）六月，朱融焚与本府鎮国中尉朱旭楦等同謀，聚集韩定王朱融燧的庶五弟长乐王朱融焞、嫡四子庆阳王朱谟垫等宗室二百六十餘人上疏弹劾朱融燧兼并山田市肆、虐殺無辜、招集無賴等各种奸利隱慝事，誣陷他有不軌圖謀。朱融燧亦也上奏朱融焚等宗室的兇淫不法事。世宗因为事关宫闱，遣內監官張朝前去与撫按官會勘查出情状，最后查出朱融焚挟私逞忿诬告亲王，朱融燧和各宗室也各有罪过，但朱融燧并无虐殺無辜、图谋不轨。嘉靖三十二年（1553年）閏三月，世宗下诏，朱旭楦倡议诬告，革為庶人，發高墻禁住；襄陵王府奉國將軍朱旭棕、鎮國中尉朱旭𪱽党恶行私，奉國將軍朱旭楠主笔诬告，废为庶人；朱融焞、朱谟垫、朱融燧的庶长兄长洲王朱融焌和襄陵王府奉国等將軍朱偕漁、朱偕𣵷、朱旭樀、朱旭枡、朱旭、朱旭欌、朱旭栮、鎮国中尉朱旭楁各有不法罪狀，停祿米各一年；朱融焚本当治罪，故且革去祿米三分之一，一作三分之二；下敕书告谕朱融燧改過守法管束宗室，所占官民山田等地各自物归原主或没入官府。
先前襄陵王家族奉祀安惠王朱楹，得到守園官校，朱徵鈐請得供祀樂戶。朱徵鈐死後，朱融燧认为乐户不是郡王应该用的，建议裁革，没有获准。朱融焚与朱融燧互相弹劾。礼部商议认为旗校乐户出自一時特恩，不可为例，请求以守园官校隶属于平凉卫，扫除朱楹墓园，不再由襄陵王私自役使，樂工酌量留下十二戶，其余都罷革，每年朱楹墓园祭享时由韓王遣儀賓一員行禮。嘉靖三十三年（1554年）二月，获准。
隆庆二年（1568年），韩世孙朱朗锜提出朱融焚已经闭门思过十五年，应该宽恕他，恢复他原来的俸禄。户部上奏，四月，获准。
万历元年（1573年）正月，封朱融焚嫡母金氏为懿简王妃；五年（1577年）四月，追封朱融焚祖母夫人張氏為端和王妃。
万历十年（1582年），朱融焚去世。四月，嫡长子朱謨墡受命袭封。十一年（1583年）四月，朱謨墡受册封。